# بیشترشاید
بیشترشاید (به آلمانی: Bisterschied) یک شهر در آلمان است که در دنرسبرگکرایس واقع شده‌است. بیشترشاید ۲۶۶ نفر جمعیت دارد.